# 浩门镇南关清真寺
浩门镇南关清真寺，位于中国青海省门源县浩门镇南关村，为第六批青海省文物保护单位，公布日期为1998年12月22日，类型为古建筑。
浩门镇南关清真寺的历史年代为清。